# Courbouzon (Loir-et-Cher)
Courbouzon ist eine französische Gemeinde mit 424 Einwohnern (Stand: 1. Januar 2022) im Département Loir-et-Cher in der Region Centre-Val de Loire; sie gehört zum Arrondissement Blois und zum Kanton La Beauce. 

## Geographie
Die Gemeinde Courbouzon liegt etwa 19 Kilometer nordöstlich von Blois am Rande der Beauce. Die Gemeinde erstreckt sich im Süden bis zur Loire. Umgeben wird Courbouzon von den Nachbargemeinden Avaray im Norden und Osten, Nouan-sur-Loire im Südosten, Muides-sur-Loire im Süden, Suèvres im Südwesten sowie Mer im Westen.

## Bevölkerungsentwicklung
| Jahr                       | 1962 | 1968 | 1975 | 1982 | 1990 | 1999 | 2011 | 2021 |
| -------------------------- | ---- | ---- | ---- | ---- | ---- | ---- | ---- | ---- |
| Einwohner                  | 358  | 354  | 327  | 307  | 316  | 390  | 432  | 428  |
| Quellen: Cassini und INSEE |      |      |      |      |      |      |      |      |

## Sehenswürdigkeiten
- Kirche Saint-Saturnin
- Schloss Beaumont

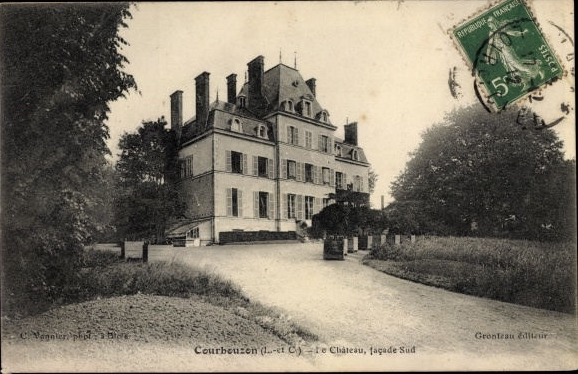
Schloss Beaumont (1912)